# سرگئی مرکوروف
سرگئی مرکوروف (روسی: Серге́й Дми́триевич Мерку́ров؛ ۷ نوامبر ۱۸۸۱ – ۸ ژوئن ۱۹۵۲) نقاش و مجسمه‌ساز ارمنی‌تبار اهل امپراتوری روسیه بود.
وی همچنین برندهٔ جوایزی همچون نشان لنین شده‌است.